# Museo informático

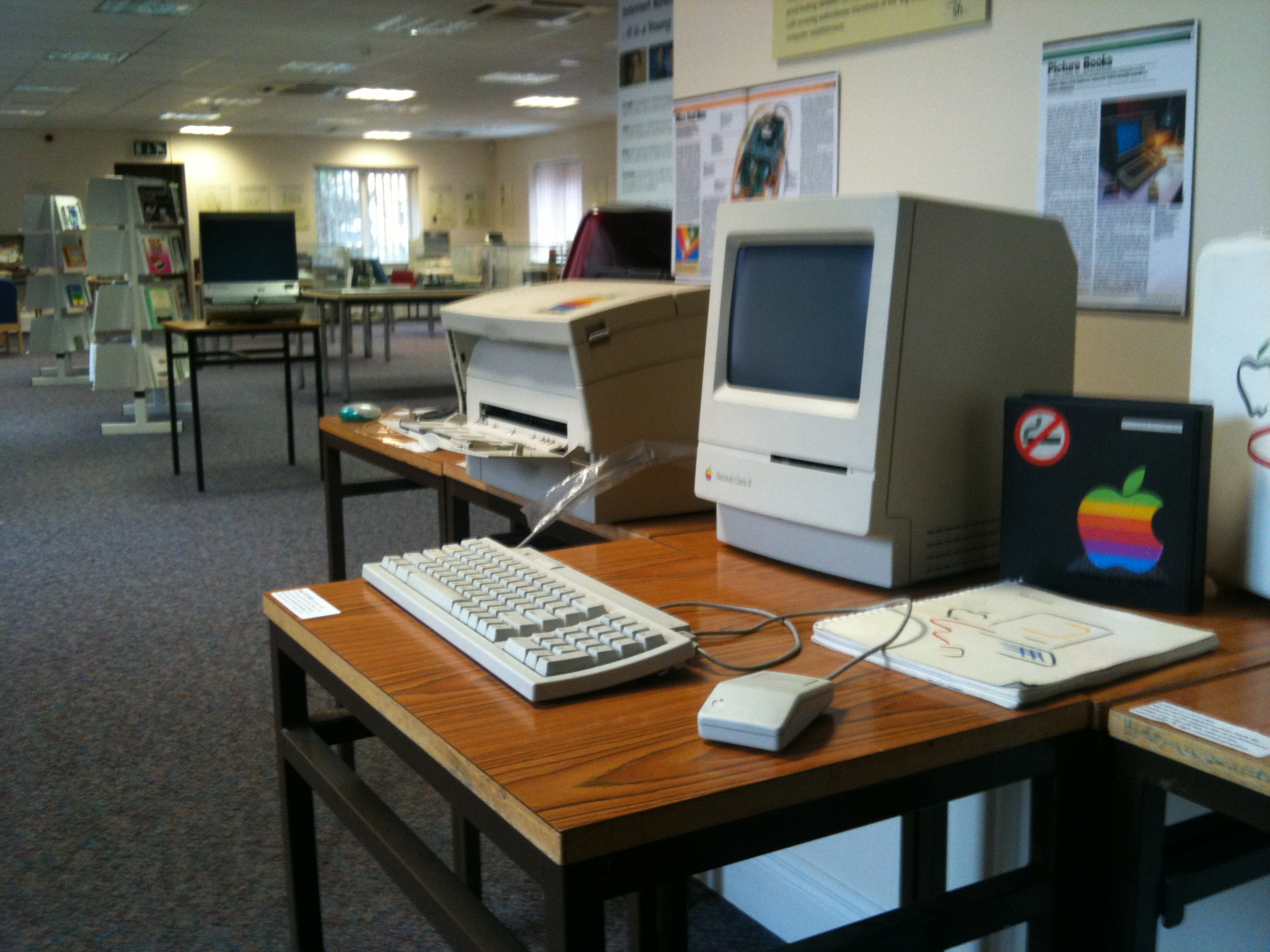
Museo informático en Irlanda

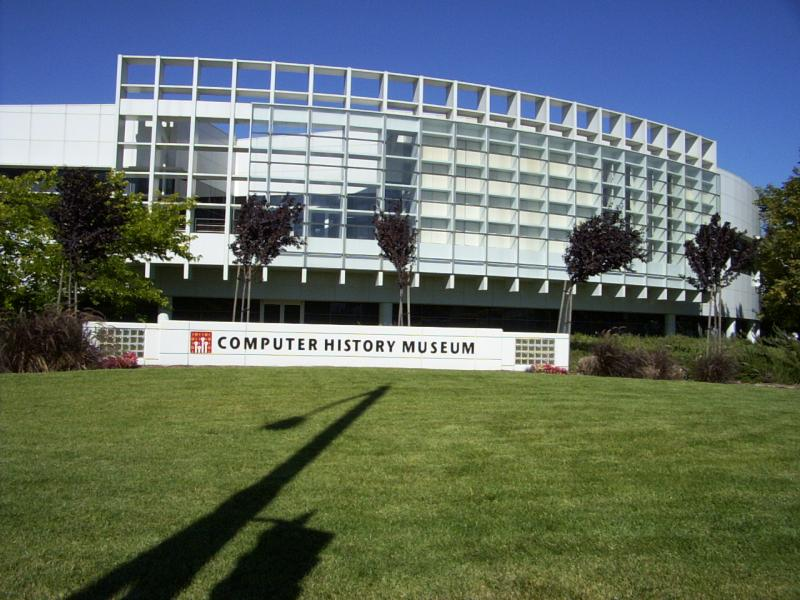
Computer History Museum

Un museo informático se concentra en el estudio de la historia del hardware y software informático, mientras que un museo es una "institución permanente al servicio de la sociedad y su desarrollo, también abierto al público, que adquiere, conserva, investiga, comunica, y exhibe los patrimonios de la humanidad y su ambiente tanto tangibles como intangibles, con el propósito de servir a la educación, estudio, y entretenimiento", como lo define el Consejo internacional de museos.

### Museos informáticos
- Computer History Museum (Mountain View, California, Estados Unidos)
- Museo de Informática de la República Argentina - Fundación ICATEC (Buenos Aires, Argentina) – Primer museo de informática de la República Argentina y América del Sur.

### Festivales
- Vintage Computer Festival, que tiene lugar cada año en Mountain View